# Driedaagse De Panne - Koksijde 1994
La Driedaagse De Panne - Koksijde 1994, diciottesima edizione della corsa, si svolse dal 29 al 31 marzo su un percorso di 532 km ripartiti in 3 tappe (la terza suddivisa in due semitappe), con partenza a Harelbeke e arrivo a De Panne. Fu vinta dall'italiano Fabio Roscioli della squadra Brescialat-Refin davanti all'uzbeco Džamolidin Abdužaparov e all'olandese Frans Maassen.

## Tappe
| Tappa  | Data     | Percorso                                | km   | Vincitore di tappa     | Leader cl. generale    |
| ------ | -------- | --------------------------------------- | ---- | ---------------------- | ---------------------- |
| 1ª     | 29 marzo | Harelbeke > Herzele                     | 173  | Džamolidin Abdužaparov | Džamolidin Abdužaparov |
| 2ª     | 30 marzo | Herzele > Koksijde                      | 231  | Andrei Tchmil          | Džamolidin Abdužaparov |
| 3ª-1ª  | 31 marzo | De Panne > Koksijde                     | 112  | Džamolidin Abdužaparov | Džamolidin Abdužaparov |
| 3ª-2ª  | 31 marzo | De Panne > De Panne (cron. individuale) | 16,2 | Frans Maassen          | Fabio Roscioli         |
| Totale | Totale   | Totale                                  | 532  |                        |                        |

## Dettagli delle tappe

### 1ª tappa
- 29 marzo: Harelbeke > Herzele – 173 km

| Pos. | Corridore              | Squadra    | Tempo    |
| ---- | ---------------------- | ---------- | -------- |
| 1    | Džamolidin Abdužaparov | Polti      | 4h07'46" |
| 2    | Ludwig Willems         | MG Boys    | a 10"    |
| 3    | Fabio Roscioli         | Brescialat | s.t.     |

| Pos. | Corridore              | Squadra | Tempo |
| ---- | ---------------------- | ------- | ----- |
| 1    | Džamolidin Abdužaparov | Polti   |       |

### 2ª tappa
- 30 marzo: Herzele > Koksijde – 231 km

| Pos. | Corridore              | Squadra | Tempo    |
| ---- | ---------------------- | ------- | -------- |
| 1    | Andrei Tchmil          | Lotto   | 5h35'48" |
| 2    | Džamolidin Abdužaparov | Polti   | a 3"     |
| 3    | Fabio Baldato          | MG Boys | s.t.     |

| Pos. | Corridore              | Squadra | Tempo |
| ---- | ---------------------- | ------- | ----- |
| 1    | Džamolidin Abdužaparov | Polti   |       |

### 3ª tappa - 1ª semitappa
- 31 marzo: De Panne > Koksijde – 112 km

| Pos. | Corridore              | Squadra           | Tempo    |
| ---- | ---------------------- | ----------------- | -------- |
| 1    | Džamolidin Abdužaparov | Polti             | 2h53'05" |
| 2    | Fabio Baldato          | MG Boys           | s.t.     |
| 3    | Endrio Leoni           | Jolly Componibili | s.t.     |

| Pos. | Corridore              | Squadra | Tempo |
| ---- | ---------------------- | ------- | ----- |
| 1    | Džamolidin Abdužaparov | Polti   |       |

### 3ª tappa - 2ª semitappa
- 31 marzo: De Panne > De Panne (cron. individuale) – 16,2 km

| Pos. | Corridore      | Squadra       | Tempo  |
| ---- | -------------- | ------------- | ------ |
| 1    | Frans Maassen  | Wordperfect   | 20'32" |
| 2    | Fabio Roscioli | Brescialat    | a 3"   |
| 3    | Guido Bontempi | Gewiss-Ballan | a 18"  |

| Pos. | Corridore              | Squadra     | Tempo     |
| ---- | ---------------------- | ----------- | --------- |
| 1    | Fabio Roscioli         | Brescialat  | 12h57'14" |
| 2    | Džamolidin Abdužaparov | Polti       | a 10"     |
| 3    | Frans Maassen          | Wordperfect | a 25"     |

## Classifiche finali

### Classifica generale
| Pos. | Corridore              | Squadra                      | Tempo     |
| ---- | ---------------------- | ---------------------------- | --------- |
| 1    | Fabio Roscioli         | Brescialat-Refin             | 12h57'14" |
| 2    | Džamolidin Abdužaparov | Polti-Vaporetto              | a 10"     |
| 3    | Frans Maassen          | Wordperfect                  | a 25"     |
| 4    | Guido Bontempi         | Gewiss-Ballan                | a 28"     |
| 5    | Viatcheslav Ekimov     | Wordperfect                  | a 53"     |
| 6    | Thierry Marie          | Castorama                    | a 1'07"   |
| 7    | Olaf Ludwig            | Telekom                      | a 1'09"   |
| 8    | Ludwig Willems         | MG Boys Maglificio-Technogym | a 1'11"   |
| 9    | Bruno Boscardin        | Polti-Vaporetto              | a 1'14"   |
| 10   | Alexander Gontchenkov  | Lampre-Panaria               | a 1'19"   |